# Witalij Rudentschik
Witalij Rudentschik (bulgarisch Виталий Руденчик, engl. Transkription Vitaliy Rudenchik; * 21. Februar 1982 in Prag, Tschechoslowakei) ist ein ehemaliger bulgarischer Biathlet.
Rudentschik begann 2003 mit dem Biathlonsport. Der in Sofia lebende Sportlehrer startet für Rilski sportist Sofia und wird von Juri MItew trainiert. Sein internationales Debüt gab er bei einem Europacup-Sprintrennen in Ridnaun, wo er als 79. ins Ziel kam. In Antholz startete er in der zweiten Winterhälfte zum ersten Mal im Biathlon-Weltcup und wurde 47. im Sprint. 2004 trat er bei den Weltmeisterschaften in Oberhof und den Europameisterschaften in Minsk an. Bestes Ergebnis wurde ein neunter Platz mit der bulgarischen Staffel bei der EM. Höhepunkt in Rudentschiks Karriere war bisher der Start bei den Olympischen Winterspielen 2006 in Turin. Hier erreichte er mit einem 20. Platz im Sprint sein gleichzeitig bislang bestes Ergebnis im Weltcup. In Antholz nahm er 2007 bereits zum vierten Mal an Weltmeisterschaften teil.

## Biathlon-Weltcup-Platzierungen
Die Tabelle zeigt alle Platzierungen (je nach Austragungsjahr einschließlich Olympische Spiele und Weltmeisterschaften).
- 1.–3. Platz: Anzahl der Podiumsplatzierungen
- Top 10: Anzahl der Platzierungen unter den ersten zehn (einschließlich Podium)
- Punkteränge: Anzahl der Platzierungen innerhalb der Punkteränge (einschließlich Podium und Top 10)
- Starts: Anzahl gelaufener Rennen in der jeweiligen Disziplin

| Platzierung | Einzel | Sprint | Verfolgung | Massenstart | Staffel | Gesamt |
| ----------- | ------ | ------ | ---------- | ----------- | ------- | ------ |
| 1. Platz    |        |        |            |             |         |        |
| 2. Platz    |        |        |            |             |         |        |
| 3. Platz    |        |        |            |             |         |        |
| Top 10      |        |        |            |             |         |        |
| Punkteränge |        | 1      |            | 15          |         | 16     |
| Starts      | 12     | 30     | 4          |             | 15      | 61     |